# Марцін Тарчиньський
Марцін Тарчиньський (пол. Marcin Tarczyński, 10 вересня 1990) — польський плавець.
Учасник Олімпійських Ігор 2012 року.